# Čande
Cet article possède un paronyme, voir Candé (homonymie).
Čande (en serbe cyrillique : Чанде) est un village de Bosnie-Herzégovine. Il est situé dans le district de Brčko. Selon les premiers résultats du recensement de 2013, il compte 417 habitants.

## Géographie
Le village est situé au bord du Čosetski potok, un affluent du Lukavac.

## Démographie

### Évolution historique de la population dans la localité
| 1948 | 1953 | 1961 | 1971 | 1981 | 1991 | 2013 |
| ---- | ---- | ---- | ---- | ---- | ---- | ---- |
| -    | -    | 221  | 311  | 352  | 377  | 417  |

|  |

### Répartition de la population par nationalités (1991)
En 1991, les 377 habitants du village étaient tous Musulmans (bosniaques).